# Hreșceatîk, Kroleveț
Hreșceatîk (în ucraineană Хрещатик) este un sat în comuna Bilohrîve din raionul Kroleveț, regiunea Sumî, Ucraina.

## Demografie
Componența lingvistică a localității Hreșceatîk
     Ucraineană (96,91%)
     Rusă (3,09%)
Conform recensământului din 2001, majoritatea populației localității Hreșceatîk era vorbitoare de ucraineană (96,91%), existând în minoritate și vorbitori de rusă (3,09%).